# Sergio Vargas
Sergio Vargas (Chacabuco, 17 augustus 1965) is een voormalig profvoetballer uit Chili die werd geboren in Argentinië, en daardoor ook de Argentijnse nationaliteit heeft. Hij speelde als doelman. Vargas werd in 2000 gekozen tot Chileens voetballer van het jaar.

## Clubcarrière
Vargas, bijgenaamd Superman, begon zijn profloopbaan in 1988 bij Club Atlético Independiente. Zijn grootste successen beleefde hij met Universidad de Chile. Hij beëindigde zijn loopbaan in 2005, en speelde in totaal 320 competitiewedstrijden.

## Interlandcarrière
Vargas speelde tien officiële interlands voor Chili, alle in 2001. Hij maakte zijn debuut in de WK-kwalificatiewedstrijd tegen Uruguay (0-1) op 24 april 2001 in Santiago de Chile. Hij nam met Chili deel aan de strijd om de Copa América 2001.

## Erelijst
CA Independiente
- Primera División

1989
 Universidad de Chile
- Primera División de Chile

1994, 1995, 1999, 2000
- Copa Chile

1998, 2000
- Chileens voetballer van het jaar

2000